# M3
 Тази статия е за астрономическия обект.  За американския танк вижте M3 Лий.  
М3 (също познат като NGC 5272) е кълбовиден звезден куп в съзвездието Ловджийски кучета.
М3 има радиус от 90 светлинни години и съдържа над 500 000 звезди, което прави купа един от най-големите кълбовидни звездни купове в нашата галактика.
M3 също съдържа голям брой променливи звезди. Открити са 274 променливи, 186 периода са изчислени – много повече, отколкото в останалите сферични купове в Млечния път. Неговия магнитуд е 6.2, има ректасцензия 13:42.2 и деклинация +28:23 градуса. Може да се наблюдава с бинокъл или малък телескоп.
Открит и каталогизиран е от френския астроном Шарл Месие през 1764 г.
В Нов общ каталог се води под номер NGC 5272.
Разстоянието до М3 e изчислено на около 33 900 светлинни години.